# المساعدون المقدسون الأربعة عشر

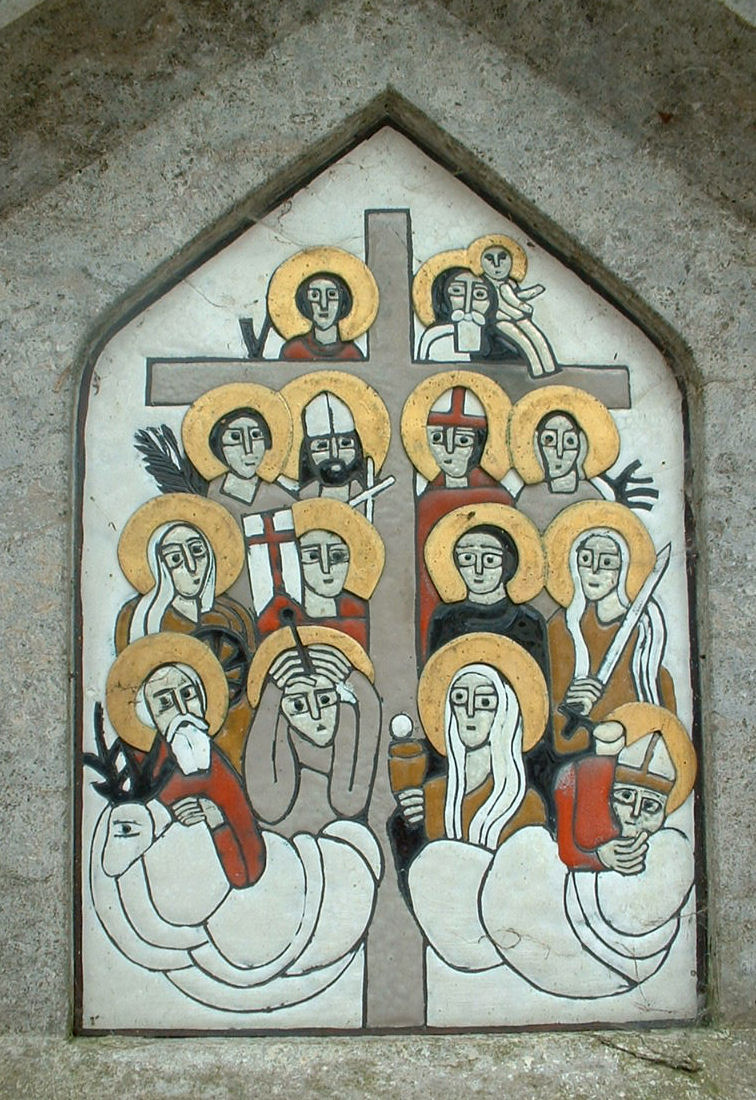
المساعدون المقدسون الأربعة عشر.

المساعدون المقدسون الأربعة عشر هم قديسين شفعاء في الكنيسة الكاثوليكية كان لهم تكريم خاص. أصل الاعتقاد كان في وادي الراين خلال العصور الوسطى في القرن 14 حيث كان المساعدون المقدسون شفعاء للأمراض.
فيما يلي قائمة ال14 قديس مساعد مع أيام ذكراهم:
- القديس أغاتيوس: 8 مايو، شفيع الصداع.
- القديس إيجيديوس : 1 سبتمبر.
- القديس أوستاتيوس: 20 سبتمبر، شفيع الخلافات العائلية.
- القديس إيراسموس أنطاكية: 2 حزيران، شفيع الأمراض المعوية.
- القديس بلزيفس: 3 فبراير شفيع أمراض الحلق.
- القديسة بربارة: 4 ديسمبر، شفيعة الحمى والموت المفاجئ.
- القديس جرجس: 23 أبريل، شفيع الصحة والحيوانات الأليفة والمرض العقلي.
- القديس ديونيسيوس: 9 أكتوبر، شفيع الصداع.
- القديس فيتوس: 15 حزيران، شفيع الصرع.
- القديس كريستوفرس: 25 يوليو.
- القديسة مارجريت أنطاكية: 20 يوليو.
- القديس سيراكوس المقدس : 8 أغسطس، إغراءات على سرير الموت وأمراض العيون.
- القديس فنلتلاون: 27 يوليو، شفيع الأطباء.
- كاترين من الإسكندرية: 25 نوفمبر، الموت المفاجئ.